# To Catch a Thief
To Catch a Thief (en Argentina y México, Para atrapar al ladrón; en España, Atrapa a un ladrón) es una película estadounidense de 1955, dirigida por Alfred Hitchcock y con actuación de Cary Grant y Grace Kelly. 
Está basada en la novela homónima, publicada en 1952 por David Dodge. La acción de la novela se desarrolla en 1951. 
La película de Hitchcock ganó un Óscar a la mejor fotografía y tuvo dos candidaturas: a la mejor dirección artística, y al mejor vestuario. 
Con motivo de su estancia en la Costa Azul francesa para el rodaje de esta película, Grace Kelly conoció a su futuro marido: el príncipe Rainiero de Mónaco. Su boda se concretó en 1956.

## Argumento
John Robie (Cary Grant) es un ladrón de guante blanco retirado, que vive en la Costa Azul. Se produce una serie de robos en ese lugar que llevan el sello de Robie, por lo que la policía sospecha de él. Una de las probables siguientes víctimas es la madre de una rica heredera americana, Frances (Grace Kelly). Para probar su inocencia, lo mejor que puede hacer Robie es descubrir al verdadero ladrón. Cuando conoce a Frances, ella cree que es el ladrón, aunque luego cambia de opinión y le ayuda a conseguir su propósito.

## Reparto
Cary Grant: John Robie.

 Grace Kelly: Frances Stevens.

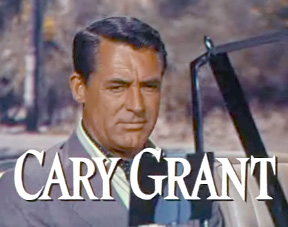
Parte de un fotograma del reclamo de la película.

 Jessie Royce Landis: Jessie Stevens.

 John Williams: H. H. Hughson.

 Charles Vanel: el señor Bertani.

 Brigitte Auber: Danielle Foussard.

 Jean Martinelli: Foussard, padre de Danielle.

## Producción
Esta fue la primera de las cinco películas que hizo Hitchcock en VistaVision, y la última con Grace Kelly.
El vestuario corrió a cargo de la diseñadora Edith Head, incluido el mítico vestido dorado que luce Kelly.
El automóvil que conduce Frances (Kelly) es un Sunbeam Alpine Mk I azul metálico 1953.

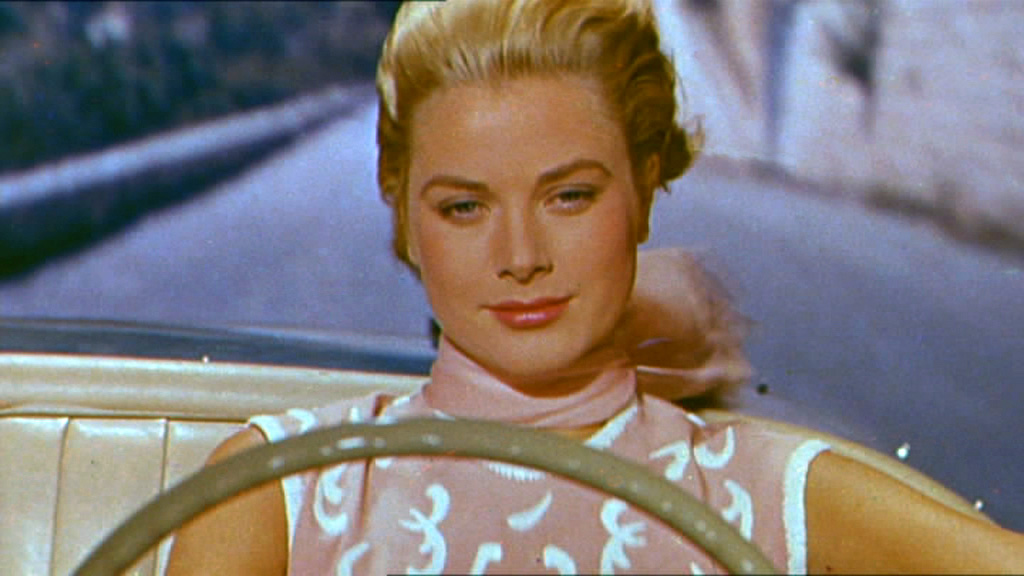
Grace Kelly en otro fotograma del reclamo de la película.

## Premios
Robert Burks ganó el premio Óscar a la Mejor Fotografía. 
Hal Pereira, Joseph McMillan Johnson, Samuel M. Comer y Arthur Krams fueron candidatos al Oscar a la Mejor Dirección Artística, y Edith Head fue candidata al correspondiente al mejor vestuario.
En el 2002, el American Film Institute asignó a To Catch a Thief el puesto n.º 46 de su lista AFI's 100 años... 100 pasiones.